# Love Hurts (película de 2009)
Love Hurts es una película de 2009 con Richard E. Grant, Carrie-Anne Moss, Johnny Pacar, Jenna Elfman, Janeane Garofalo, y Camryn Manheim. Estuvo escrita y dirigida por Barra Grant.

## Sinopsis
Un padre recién separado tiene que aprender como salir de nuevo con ayuda de su hijo adolescente que sueña con conquistar el corazón de una chica.

## Elenco
- Richard E. Grant como Ben Bingham.
- Carrie-Anne Moss como Amanda Bingham.
- Johnny Pacar como Justin Bingham.
- Jenna Elfman como Darlene.
- Janeane Garofalo como Hannah Rosenbloom.
- Camryn Manheim como Gloria.
- Julia Voth como Joven Amanda.
- Angela Sarafyan como Layla.
- Jeffrey Nordling como Curtis.
- Yvonne Zima como Andrea.
- Olga Fonda como Valeriya.
- Rita Rudner como Dr. Lisa Levanthorp
- Jim Turner como Doctor.
- Ian Michael Kintzle como Dillon.